# Allendale (Carolina del Sud)
Allendale és una població dels Estats Units a l'estat de Carolina del Sud. Segons el cens del 2000 tenia 4.052 habitants.

## Demografia
Segons el cens del 2000, Allendale tenia 4.052 habitants, 1.542 habitatges i 997 famílies. La densitat de població era de 472,7 habitants/km².
Dels 1.542 habitatges en un 32,2% hi vivien nens de menys de 18 anys, en un 29,2% hi vivien parelles casades, en un 31,4% dones solteres, i en un 35,3% no eren unitats familiars. En el 31,4% dels habitatges hi vivien persones soles l'11,9% de les quals corresponia a persones de 65 anys o més que vivien soles. El nombre mitjà de persones vivint en cada habitatge era de 2,61 i el nombre mitjà de persones que vivien en cada família era de 3,34.
Per edats la població es repartia de la següent manera: un 32,6% tenia menys de 18 anys, un 9,7% entre 18 i 24, un 24% entre 25 i 44, un 21,8% de 45 a 60 i un 11,9% 65 anys o més.
L'edat mediana era de 32 anys. Per cada 100 dones de 18 o més anys hi havia 73,7 homes.
Entorn del 36,7% de les famílies i el 41,2% de la població estaven per davall del llindar de pobresa.

## Poblacions més properes
El següent diagrama mostra les poblacions més properes.